# Thor's Chariot (Stargate SG-1)
Thor's Chariot (El Carro de Thor) es el sexto  episodio de la segunda temporada de la serie de televisión de ciencia ficción Stargate SG-1. Corresponde al vigésimo octavo episodio de toda la serie.

## Trama
Se produce una activación no programada en la Tierra. Como no se recibe ninguna señal, el iris es cerrado, cuando de repente algo lo golpea. Las investigaciones revelan que el objeto que choco poseía mucho iridio. Esto convence a Carter de que el objeto era la caja dejada para Thor en Cimmeria hace un año.
Se envía un MALP, que muestra a Gairwyn pidiendo ayuda, en medio de algún Jaffa y nativos muertos. Ella clama que han llegado los “Ettin” (Goa'uld). El SG-1 se siente responsable debido a destruyeron el martillo de Thor para liberar a Teal'c, dejando el planeta indefenso de los Goa'uld. Por este motivo, vuelven a Cimmeria, encontrándose con Gairwyn, quien les dice que el resto de la población está oculta en las cuevas. Después, Daniel y Carter, con Gairwyn como guía van a buscar la “Sala del Poder de Thor” que sospechan, puede contener armamento,. Mientras tanto, O'Neill y Teal'c luchan con los Jaffa usando armas convencionales.
Carter, Daniel y Gairwyn encuentran la “Sala del Poder de Thor” bajo tierra, donde aparece un holograma de Thor que exige que cumplan sus desafíos para probarse dignos. Con éxito pasan las pruebas y aparece frente a ellos otro holograma de Thor, pero en su verdadera forma (un ser gris parecido a los extraterrestres de Roswell), Thor explica que se está comunicando en vivo con ellos. Daniel y Carter dicen a Thor que su martillo fue destruido para salvar a Teal'c y que ahora necesitan las armas para defender al planeta. Thor les dice que las pruebas no fueron hechas para proteger armas, sino para comprobar cuando los Cimmerians fueran lo bastante avanzados para revelarles la verdadera naturaleza de los Asgard. En ese momento Carter y Daniel son transportados de nuevo a la superficie del planeta, pero Gairwyn no está con ellos. Decepcionados, vuelven a las cuevas donde Jack y Teal'c combaten a los Jaffa, que descubren son del Goa'uld Heru'ur. Desdichadamente, estos han descubierto las cuevas y el SG-1 es forzado a entregarse para salvar a los Cimmerians restantes.
Mientras que son escoltados a la base Goa'uld, una nave espacial, incluso más grande que las Ha'taks, aparece en el cielo, a lo que Daniel deduce que debe ser el “Carro de Thor“ (Teal'c menciona que estas naves aparecen en las leyendas Jaffa). Todos los Jaffa, con sus naves y tecnologías, comienzan a ser desaparecidos por los rayos de luz que emanan desde la Nave Asgard.
Repentinamente, Gairwyn aparece al lado del SG-1 y les cuenta que Thor quiere que sepan que el nuevo Martillo hará una excepción con el llamado Teal'c, y que quizás algún día los Asgard harán contacto con los humanos de la Tierra, quienes aun son muy jóvenes

## Artistas invitados
- Tamsin Kelsey como Gairwyn.
- Douglas H. Arthurs como Heru'ur.
- Andrew Kavadas como Olaf.
- Mark Gibbon como Thor (voz).